# Acacia oliveri
Acacia oliveri är en ärtväxtart som beskrevs av Wilhelm Vatke. Acacia oliveri ingår i släktet akacior, och familjen ärtväxter. Inga underarter finns listade i Catalogue of Life.